# Eric Lamaze
Eric Lamaze (* 17. April 1968 in Montreal, Québec) ist ein kanadischer Springreitertrainer. Als aktiver Springreiter gewann er die Einzelgoldmedaille bei den Olympischen Sommerspielen 2008. Von Januar bis April 2009, im Juli 2010 und von Juni 2011 bis Dezember 2011 war Lamaze Führender in der Springreiter-Weltrangliste der FEI.

## Privates
Seine Ehefrau Megan Johnstone-Lamaze war als internationale Springreiterin für die Vereinigten Staaten von Amerika aktiv.
In seinem Wohnort Schomberg (Ontario) besitzt Lamaze den Torrey Pines Stable.

## Werdegang

### Frühe Jahre und Dopingproben
Lamaze kommt aus sozial schwierigen Verhältnissen, er verließ die Schule mit 14 Jahren. Zu diesem Zeitpunkt saß seine Mutter wegen Kokainhandels im Gefängnis, seine Großmutter war alkoholabhängig. Mit 15 Jahren bekam er die Chance, im Stall von Roger Deslauriers (Vater des kanadischen Nationenpreisreiters Mario Deslauriers) in Bromont bei Montreal zu arbeiten, wo er drei Jahre lang tätig war. In dieser Zeit war er in der Altersklasse der Junioren erfolgreich, ab 1992 startete er dann auf großen Reitturnieren. Im Jahr 1993 nahm er erstmals an einem Nationenpreis für Kanada teil. 1994 nahm er erstmals an den Weltreiterspielen teil, in diesem Jahr wurde er auch Zweiter der kanadischen Weltcup-Liga.
Kurz vor den Olympischen Spielen 1996 wurde Lamaze positiv auf Kokain getestet. Dies führte dazu, dass er aus dem kanadischen Olympiakader gestrichen und zunächst für vier Jahre gesperrt wurde. Lamaze konnte jedoch darlegen, dass es sich hierbei nicht um eine sportliche Leistungsbeeinflussung handelte, sondern dass dies ein privates Problem darstellte. Daraufhin wurde die Sperre auf sieben Monate verkürzt, Lamaze erhielt vom Verband eine zweite Chance. Kurz vor den Olympischen Spielen 2000 wurde er erneut positiv getestet, diesmal auf die Substanz Ephedrin. Infolgedessen wurde er lebenslang von allen pferdesportlichen Tätigkeiten ausgeschlossen. Lamaze gab bekannt, dass die positive Probe von einem Nahrungsmittelzusatz herrührt, der nicht richtig deklariert war. Dies wurde vom Hersteller bestätigt. Daraufhin wurde die Sperre aufgehoben. In der Folge ließ Kanadas olympischer Verband sich von allen potentiellen Olympiateilnehmern bestätigen, dass sie keine verbotenen Mittel einnehmen. Im Rahmen dieser Aktion wurde Lamaze persönlich aufgefordert, sich erneut einer Dopingkontrolle zu stellen. Diese fiel wie bereits 1996 positiv auf Kokain aus. Sein Anwalt argumentierte, dass die lebenslange Sperre wegen Ephedrins nicht hätte ausgesprochen werden dürfen. Diese sei auch der Grund für den erneuten Kokainkonsum. Dieser dürfe auch nicht sanktioniert werden, da Lamaze während der ersten Sperre nicht mehr den Regularien des olympischen Verbandes Kanadas unterstanden habe. Die Ausführungen des Anwalts verwiesen auch auf die schwere Kindheit seines Mandanten sowie auf dessen Depressionen. Daraufhin wurde die zweite, aufgrund des erneuten Kokainkonsums ausgesprochene lebenslange Sperre aufgehoben.

### Erfolgsjahre und Verlust

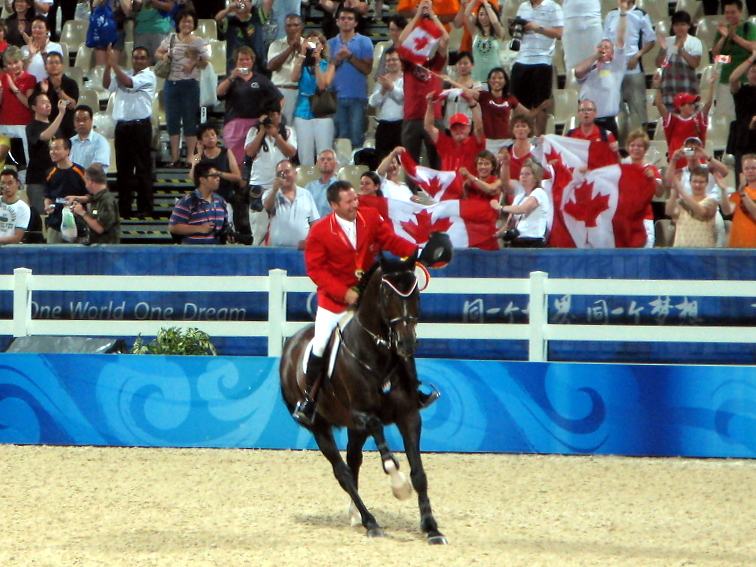
Eric Lamaze mit Hickstead bei den olympischen Reitsportwettbewerben 2008 in Hongkong

Lamaze große Erfolge kamen mit dem Erwerb seines Erfolgspferdes Hickstead. Ab dem Jahr 2005 nahm Lamaze mit Hickstead an einer Vielzahl von wichtigen internationalen Prüfungen und Championaten teil, gekrönt vom Gewinn der Einzelgoldmedaille bei den Olympischen Sommerspielen 2008.
Eine Woche nach den Panamerikanischen Spielen 2011 nahm Lamaze mit Hickstead am Weltcupturnier im italienischen Verona teil. Unmittelbar nach Beendigung des Parcours brach das Pferd zusammen und verstarb noch vor Ort an einer akuten Aortenruptur. Infolgedessen wurde die Prüfung abgebrochen und eine Schweigeminute abgehalten. Einige Tage danach sprach Lamaze über seine sportliche Zukunft:

„Es gibt zwei Möglichkeiten: Entweder gebe ich auf und überlasse meine restlichen Pferde meinen Stall-Kollegen. Oder ich kämpfe...Wir entscheiden uns für diesen Sport, weil wir ihn lieben. Aber wir entscheiden uns auch dafür, weil wir diese Tiere lieben. Beim Reiten ist es eben nicht so, wie wenn ein Golf- oder Tennisschläger bricht. Wir alle haben ein Familienmitglied verloren. Hickstead hat mir alles bedeutet und mein Leben verändert.“

### Karriere nach 2011

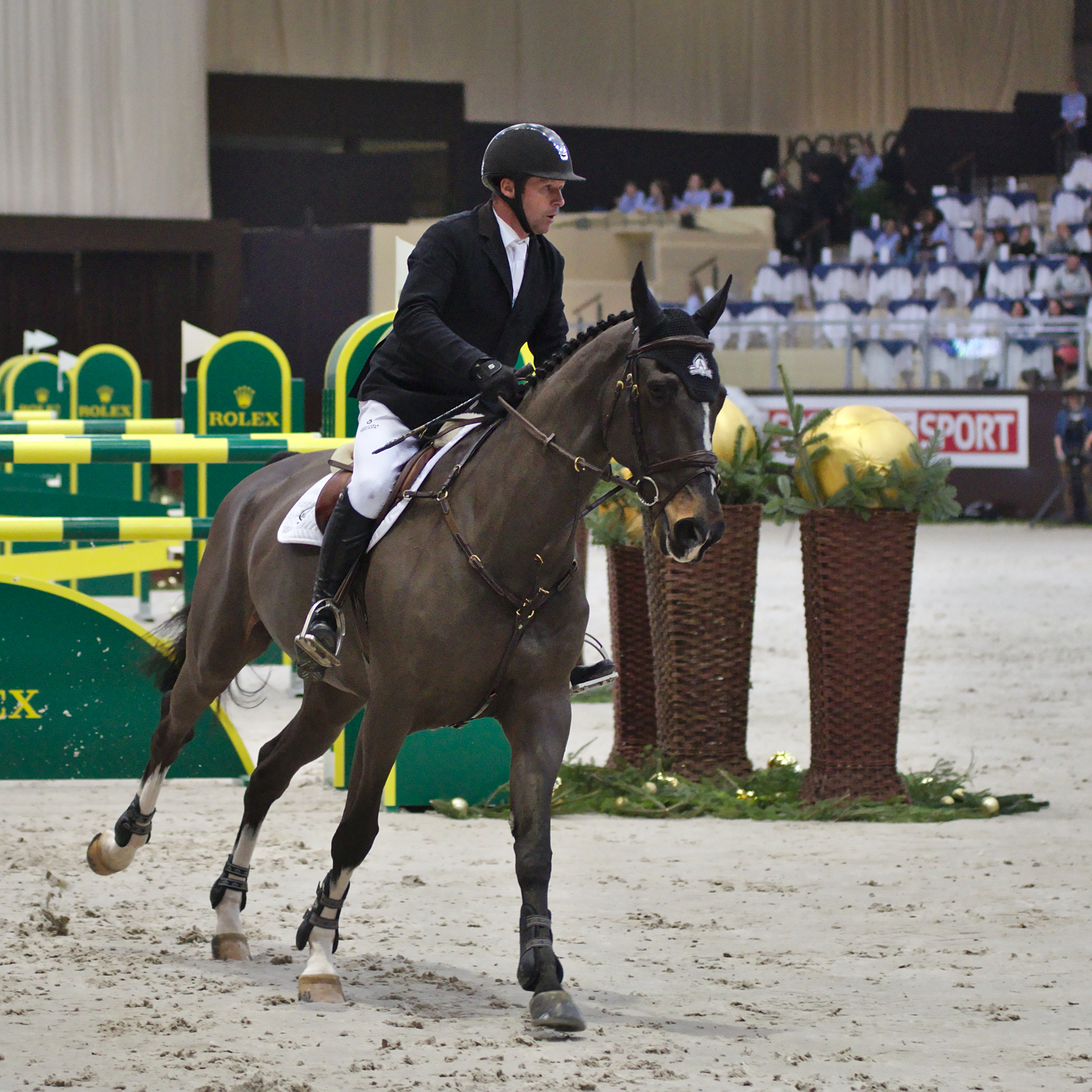
Eric Lamaze mit Zigali beim CHI Genf 2013

Im Jahr 2012 wurde Lamaze erneut für die Olympischen Spiele nominiert. Bei den Sommerspielen in London erreichte er mit Derly Chin de Muze den 29. Platz in der Einzelwertung und in der Mannschaftswertung den fünften Rang. Eric Lamaze war weiterhin der international erfolgreichste kanadische Springreiter, auch wenn er nicht mehr zu den besten zehn Reitern der Weltrangliste zählte. Nach einigen hocherfolgreichen Jahren mit der Stute Fine Lady gab Lamaze im Herbst 2018 eine Turnierpause bekannt. Im März 2019 kehrte er in den Sport zurück, gab jedoch bekannt, dass er unter einem Hirntumor leide. Im November 2021 gab er zunächst erneut eine Turnierauszeit bekannt. Im Frühjahr 2022 schließlich beendete Eric Lamaze seine aktive Sportlerlaufbahn, da ihn sein Gesundheitszustand dazu zwinge. Stattdessen übernahm Lamaze die Funktion des Equipechefs der kanadischen Springreiter. Seine Turnierpferde übernahm Beth Underhill, eine insbesondere in den 1990er Jahren erfolgreich gewesene kanadische Springreiterin.

### Angebliche Krebserkrankung
2017 gab Lamaze bekannt, dass er an einem Gehirntumor erkrankt sei, was zu einer großen Anteilnahme in der Reiterwelt führte. Seit 2010 befand sich Lamaze in einem Rechtsstreit, da er Pferde mit schlechter Qualität für 500.000 € verkauft haben soll. Bedingt durch den angeblich schlechten Gesundheitszustand Lamazes kam es immer wieder zu Verzögerungen in diesem Rechtsstreit. 2023 wurde dann aufgedeckt, dass dazu gefälschte Gesundheitsdokumente verwendet wurden. Diese Dokumente soll ein Brüsseler Neurochirurgen in niederländischer Sprache verfasst haben. Allerdings spricht der entsprechende Arzt kein Niederländisch und sein Name wurde falsch geschrieben. Der Anwalt, der Lamaze bis dahin vertrat, legte nach der Enthüllung der Fälschungen sein Mandat nieder. Der zuständige kanadische Richter äußerte sich dazu wie folgt: „Herr Lamaze hat versucht, das Gericht zu betrügen, indem er drei gefälschte Briefe einreichte, die fälschlicherweise vorgeben, medizinische Berichte über den schlechten Gesundheitszustand von Herrn Lamaze zu sein. […] Als ob dieser Betrug nicht schon ungeheuerlich genug wäre, hat Herr Lamaze auch noch Krebs im Endstadium vorgetäuscht, was eine Beleidigung für alle ist, die an dieser fürchterlichen Krankheit leiden.“ Er habe dies nur getan, „um einem Tag der Abrechnung in einem Verfahren zu entgehen, das vor mehr als zehn Jahren eingeleitet wurde, aber noch nicht verhandelt worden ist“. Der Prozess gegen Lamaze ist noch nicht abgeschlossen. Er wurde allerdings zur Zahlung von ca. 30.000 € verurteilt, damit die Kosten der Gegenseite gedeckt werden können.
2021 hatte sich Lamaze bei einem Turnier in Valkenswaard der Dopingkontrolle entzogen. Zur Rechtfertigung legte er ebenfalls die gefälschten Dokumente über eine Krebserkrankung vor. Deswegen wurde er 2023 von der FEI für vier Jahre gesperrt.

## Erfolge

### Championate und Weltcup
Den größten Erfolg seiner Karriere erlangt Lamaze bei seiner ersten Teilnahme an Olympischen Spielen 2008. Hier gewann er mit dem Pferd Hickstead, als erster kanadischer Reiter überhaupt, eine Einzelgoldmedaille. Wenige Tage zuvor hatte er zusammen mit Mac Cone, Jill Henselwood und Ian Millar für Kanada die Mannschafts-Silbermedaille gewonnen.
Bei den Panamerikanischen Spielen konnte er 1999 mit der kanadischen Mannschaft den dritten Rang belegen; 2007 erreichte er dort mit Hickstead Silber mit der Mannschaft und Bronze in der Einzelwertung.
Lamaze nahm auch an den Weltreiterspielen 1994, 1998, 2002 und 2006 teil. Hier konnte er jedoch keine Erfolge verzeichnen (beste Mannschaftsplatzierung: 1994 – 7. Rang, beste Einzelplatzierung: 2006 – 27. Rang). Bei den Weltreiterspielen 2010 gewann er mit Hickstead Bronze in der Einzelwertung, in der Mannschaftswertung erreichte die kanadische Mannschaft Rang 5. Bei den Panamerikanischen Spielen 2011 erreichte er mit Coriana van Klapscheut Rang 4 in der Mannschaftswertung und Rang 11 in der Einzelwertung. Bei den Panamerikanischen Spielen 2015 in Toronto war er mit Coco Bongo Teil der kanadischen Equipe, die die Mannschaft-Silbermedaille gewann.
Bei seiner dritten Olympiateilnahme im Jahr 2016 verpasste er mit der kanadischen Mannschaft im Stechen die Bronzemedaille, in der Einzelwertung hingegen gewann er mit Fine Lady Bronze. Bei seinem letzten Championat, den Weltreiterspielen 2018, konnte sich Lamaze mit Chacco Kid nicht für die dritte Teilprüfung der Einzelwertung qualifizieren. Für die kanadische Mannschaft reichte es zu Platz zehn.
Bei seiner Weltcupfinalteilnahme 2005 wurde er mit Tempete van het Lindehof Sechzehnter. Sechs Jahre später beendete er das Weltcupfinale in Leipzig mit Hickstead auf dem 2. Rang.

### Herausragende Große Preise
Lamaze, der Stammgast bei den Turnieren im heimatlichen Spruce Meadows ist, gewann im Jahr 2007 mit Hickstead den Großen Preis des CSIO 5* Spruce Meadows Masters, den wichtigsten Großen Preis Amerikas.
Drei Jahre später, 2010, flog Lamaze mit seinem Spitzenpferd Hickstead im direkten Anschluss an mehrere Turniere in Spruce Meadows, von denen er den letzten (auf CSI 5*-Niveau) gewann, für mehrere Turniere nach Europa. Hier startete er direkt beim CHIO Aachen und gewann dort mit Hickstead mit dem Großen Preis von Aachen (CSIO 5*) auch den wichtigsten Großen Preis Europas. Während des ersten Umlaufs des Großen Preises von Aachen hörte Lamaze einen Knacks bei einer Landung, in Folge stellte sich heraus, dass er den zweiten Umlauf und das Stechen mit einem gebrochenen Fuß absolviert hatte.
Im Jahr 2014 gelang es ihm, die Großen Preise der Nationenpreisturnier von La Baule und Rom zu gewinnen. Beim CHIO Aachen 2016 gewann er mit der zwei Jahre zuvor von Holger Wulschner übernommenen Stute Fine Lady die beiden Klassiker „Preis von Europa“ und „Preis von Nordrhein-Westfalen“. Im Hinblick auf den Start der Stute bei den Olympischen Spielen verzichtete Lamaze auf einen Start beim Großen Preis von Aachen. Zum Saisonende 2016 gewann Eric Lamaze mit Fine Lady das Top-10-Finale in Genf. Bei seinem letzten Turnier, dem Spruce Meadows Masters Tournament 2021, gelang Lamaze mit der kanadischen Mannschaft nochmals der Sieg im heimischen Nationenpreis.

### Auszeichnungen
Lamaze wurde in den Jahren 2010 und 2011 von den Mitgliedern des International Jumping Riders Club zum Reiter des Jahres gewählt. Zudem wurde er zusammen mit Hickstead mit mehr als 50 Prozent der Stimmen zum CBC Sports Athlete of the Year 2011 gewählt.

### Weitere Erfolge (ab 2004)
- 2004: 2. Platz in der Weltcup-Wertungsprüfung von Bromont sowie 1. Platz mit der kanadischen Mannschaft im Nationenpreis der Vereinigten Staaten von Amerika (Wellington, CSIO 4*) – beides mit Tempete van het Lindehof
- 2005: 3. Platz in Großen Preis eines CSI 3* in Wellington (USA) mit Tempete van het Lindehof, 3. Platz in der Weltcup-Wertungsprüfung von Blainville mit Tempete van het Lindehof, 3. Platz im Großen Preis von Toronto (CSI 4*-W) mit Hickstead, 2. Platz in der Weltcup-Wertungsprüfung von Toronto (CSI 4*-W) mit Hickstead
- 2006: 3. Platz im Großen Preis von Aachen mit Hickstead, 3. Platz in der Weltcup-Wertungsprüfung von Wellington (USA) mit Hickstead, 2. Platz im Großen Preis eines CSI 5* in Calgary-Spruce Meadows mit Hickstead, 1. Platz in der Weltcup-Wertungsprüfung von Blainville mit Hickstead, 2. Platz in der Weltcup-Wertungsprüfung von Palgrave mit Ronaldo sowie mit der kanadischen Mannschaft 1. Platz im Nationenpreis der Vereinigten Staaten von Amerika (Wellington, CSIO 4*) mit Hickstead
- 2007:
  - Weltcup-Wertungsprüfungen: 3. Platz in Wellington (USA) mit Hickstead,
  - Große Preise: 3. Platz in Charlotte (CSI 4*) mit Narcotique de Muze, 2. Platz in Antwerpen (CSI 3*) mit Hickstead, 3. Platz in Madrid (CSI 5*) mit Hickstead, 2. Platz bei einem CSI 4* und 1. Platz beim CSIO 5* in Calgary-Spruce Meadows mit Hickstead
  - Nationenpreise (mit der kanadischen Mannschaft): 1. Platz im Nationenpreis der Vereinigten Staaten von Amerika (Wellington, CSIO 4*) mit Hickstead
- 2008:
  - Weltcup-Wertungsprüfungen: 1. Platz in Palgrave (CSI 3*-W) mit Tempete van het Lindehof, 1. Platz in Toronto (CSI 4*-W) mit Hickstead, 1. Platz in Genf (CSI 5*-W) mit Hickstead
  - Große Preise: 2. Platz beim CSIO 5* Wellington (USA) mit Hickstead, 2. Platz in Madrid, (CSIO 5*) mit Hickstead, 2. Platz beim R.I.D.E. Deauville (CSI 5*) mit Hickstead, 1. Platz in Caen (CSI 3*) mit Hickstead, 2. und 3. Platz bei CSI 4*-Turnieren und zweimal 1. Platz bei CSI 5*-Turnieren in Calgary-Spruce Meadows mit Hickstead
  - Nationenpreise (mit der kanadischen Mannschaft): 2. Platz in den Nationenpreisen von Lummen und Calgary-Spruce Meadows (beide CSIO 5*) mit Hickstead
- 2009: 2. Platz im Großen Preis von Madrid (CSI 5*), 2. Platz im Großen Preis von Rio de Janeiro (GCT-Wertungsprüfung, CSI 5*), 3. Platz im Großen Preis eines CSI 4*, 3. Platz im Großen Preis eines CSI 5* und 2. Platz im Großen Preis des CSIO 5* von Calgary-Spruce Meadows, 1. Platz im Masters von Lyon (CSI 5*-W), 3. Platz im World-Top-Ten-Finale sowie 1. Platz im Nationenpreis der Vereinigten Staaten von Amerika (Wellington, CSIO 4*) – alle mit Hickstead
- 2010: 1. Platz im Großen Preis eines CSI 5*, 3. Platz im Großen Preis eines CSI 4*-W und 1. Platz im Großen Preis eines weiteren CSI 5* in Calgary-Spruce Meadows, 1. Platz beim Großen Preis von Aachen 2010, 3. Platz im 1.000.000 C$-Großen Preis von Spruce Meadows (CSIO 5*), 3. Platz im Welt-Top-10-Finale in Genf (CSI 5*-W), 2. Platz im Weltcupspringen von Genf (CSI 5*) – alle mit Hickstead sowie 1. Platz im Nationenpreis der Vereinigten Staaten von Amerika (Wellington, CSIO 4*) mit Ronaldo
- 2011:
  - Weltcup-Wertungsprüfungen: 2. Platz in Calgary-Spruce Meadows (CSI 4*-W) mit Hickstead
  - Große Preise: 1. Platz in La Baule (CSIO 5*) mit Hickstead, 1. Platz in Rom (CSIO 5*) mit Hickstead, 1. Platz bei einem CSI 5* in Calgary-Spruce Meadows mit Hickstead, 1. Platz in Barcelona (CSIO 5*) mit Atlete van't Heike
  - Nationenpreise (mit der kanadischen Mannschaft): 2. Platz in Wellington FL (USA; CSIO 4*) mit Sidoline van de Centaur
  - weitere: 2. Platz im Welt-Top-10-Finale in Paris (CSI 5*) mit Coriana van Klapscheut
- 2012: 3. Platz im Großen Preis von Antwerpen (CSI 4*) mit Derly Chin de Muze, 3. Platz im Großen Preis von Madrid (CSI 5*) mit Verdi, 2. Platz in einem Weltcupspringen in Calgary (CSI 5*-W 'Continental') mit Derly Chin de Muze
- 2013:
  - Weltcup-Wertungsprüfungen: 3. Platz in Calgary (CSI 4*-W 'Canada One') mit Powerplay
  - Nationenpreise (mit der kanadischen Mannschaft): 2. Platz in Wellington FL (CSIO 4*) mit Wang Chung, 3. Platz in Calgary (CSIO 5*-W 'Continental') mit Powerplay, 6. Platz im Nations-Cup-Finale (CSIO 5* Barcelona) mit Powerplay
- 2014:
  - Große Preise: 1. Platz in La Baule (CSIO 5*) mit Powerplay, 1. Platz in Rom (CSIO 5*) mit Zigali, 3. Platz in Calgary (CSIO 5* 'Continental') mit Powerplay
  - Nationenpreise (mit der kanadischen Mannschaft): 1. Platz in Wellington (CSIO 5*) mit Powerplay, 2. Platz im Nations-Cup-Finale in Barcelona (CSIO 5*) mit Zigali
- 2015:
  - Große Preise: 3. Platz in Genf (CSI 5*) mit Fine Lady
  - Weltcup-Wertungsprüfungen: 3. Platz in Wellington (CSI 5*-W) mit Fine Lady
  - Nationenpreise (mit der kanadischen Mannschaft): 2. Platz in Wellington (CSIO 4*) mit Coco Bongo, 3. Platz in Calgary (CSIO 5*) mit Fine Lady
- 2016:
  - Große Preise: 1. Platz bei einem CSI 4* in Wellington mit Check Picobello Z, 3. Platz in Xalapa-Coapexpan (CSIO 4*) mit Coco Bongo, 2. Platz in Calgary (CSI 5* 'National') mit Fine Lady, 3. Platz in Calgary (CSI 5* 'North American') mit Check Picobello Z
  - Nationenpreise (mit der kanadischen Mannschaft): 2. Platz in Xalapa-Coapexpan (CSIO 4*) mit Coco Bongo, 2. Platz in Langley (CSIO 4*) mit Coco Bongo, 3. Platz in Calgary (CSIO 5*) mit Check Picobello Z
- 2017:
  - Große Preise: 1. Platz bei einem CSI 3* in Wellington mit Fine Lady, 2. Platz bei einem CSI 5* in Wellington mit Fine Lady, 3. Platz in Calgary (CSI 5* 'North American') mit Fine Lady, 3. Platz in Valence (CSI 5*) mit Coco Bongo, 1. Platz bei einem CSI 2* in Opglabbeek mit Fine Lady
- 2018:
  - Große Preise: 2. Platz bei einem CSI 2* in Opglabbeek mit Chesney, 1. Platz in Calgary (CSI 5* 'Continental') mit Fine Lady, 1. Platz in Calgary (CSI 5* 'North American') mit Fine Lady
  - Nationenpreise (mit der kanadischen Mannschaft): 1. Platz in Ocala (CSIO 5*) mit Coco Bongo, 2. Platz in Calgary (CSIO 5*) mit Coco Bongo
- 2019:
  - Große Preise: 1. Platz in Calgary (CSI 5* 'National') mit Chacco Kid, 1. Platz in Calgary (CSI 5* 'Continental') mit Fine Lady, 2. Platz in der Big Ben Challenge in Toronto (CSI 4*-W The Royal Horse Show) mit Fine Lady
  - Nationenpreise (mit der kanadischen Mannschaft): 2. Platz in Calgary (CSIO 5*) mit Coco Bongo
- 2020:
  - Große Preise: 2. Platz bei einem CSI 2* in Wellington mit Idalville d'Esprit, 3. Platz bei einem CSI 5* in Wellington mit Chacco Kid
- 2021:
  - Große Preise: 2. Platz bei einem CSI 2* in Wellington mit Fine Lady
  - Nationenpreise (mit der kanadischen Mannschaft): 1. Platz in Calgary (CSIO 5*) mit Fine Lady

## Pferde

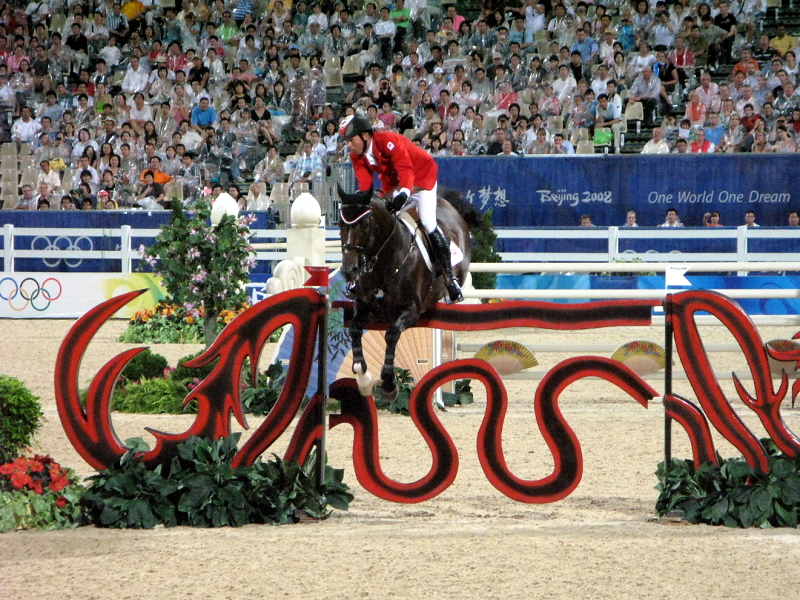
Eric Lamaze und Hickstead

- Fine Lady (* 2003), braune Hannoveraner Stute, Vater: Forsyth, Muttervater: Drosselklang II, bis 2012 von Andre Stude geritten, bis April 2014 von Holger Wulschner geritten[26]
- Chacco Kid (* 2006), Fuchswallach, Oldenburger Springpferd, Vater: Chacco-Blue, Muttervater: Come On[27]
- Check Picobello Z (* 2006), Zangersheider Schimmelwallach, Vater: Cardento, Muttervater: Orlando[28]
- Coco Bongo (* 2005), brauner Rheinischer Hengst, Vater: Caretino, Muttervater: Calido[29]
- Powerplay (* 2004), brauner Holsteiner Wallach, Vater: Casall, Muttervater: Limbus, bis Mai 2013 von Pius Schwizer geritten[30]
- Hickstead (* 1996; † 2011, ursprünglich „Opel“), brauner KWPN-Hengst, Vater: Hamlet, Muttervater: Ekstein[31]
- Tempete van het Lindehof (* 1996), rappfarbener Belgischer Warmblutwallach, Vater: Darco, Muttervater: Almkugel, zeitweilig auch von Ashley Fleischhacker und Marie Hecart geritten[32]
- Ronaldo (* 1998), brauner KWPN-Wallach, Vater: Heartbreaker, Muttervater: Voltaire, zeitweilig auch von Ainsley Vince und Marie Hecart geritten[33]
- Narcotique de Muze II (* 1997), Belgisches Sportpferd (sBs), braune Stute, Vater: Darco, Muttervater: Chin Chin[34]
- Wang Chung M2S (* 2003), fuchsfarbener KWPN-Hengst, Vater: Royal Bravour, Muttervater: Ahorn, bis August 2011 von Felix Haßmann geritten[35]